# Regal Empress
Die Regal Empress war ein zuletzt für Kurzreisen zwischen Fort Lauderdale und Nassau eingesetztes Kreuzfahrtschiff der Reederei Imperial Majesty Cruise Line, das 1953 als Olympia für die griechische Greek Line in Dienst gestellt wurde. Die Regal Empress wechselte in ihrer 56 Jahre andauernden Dienstzeit mehrfach ihren Besitzer und Namen. Zuletzt galt sie als eines der dienstältesten Passagierschiffe der Welt.

## Planung und Bau
Am 3. März 1951 unterschrieb die Greek Line den Vertrag zum Bau eines neuen Schiffes. Es wurde unter der Baunummer 636 auf der Werft Alexander Stephen and Sons in Glasgow gebaut und am 16. April 1953 vom Stapel gelassen. Die offizielle Taufe des bis zu diesem Zeitpunkt namenlosen Schiffes fand jedoch erst zur Ablieferung am 12. Oktober 1953 statt, da die offizielle Schiffstaufe beim Stapellauf wegen Unstimmigkeiten zwischen der Greek Line und der griechischen Regierung abgebrochen wurde. Das Schiff wurde aus diesem Grund in Liberia und nicht wie ursprünglich geplant in Griechenland registriert. Die Olympia war der erste als auch einzige Neubau der Greek Line und mit einer Tonnage von 17.362 BRT das damals größte Schiff der Reederei.

## Dienstzeit

### Olympia
Die Olympia wurde am 12. Oktober 1953 an die Greek Line mit Sitz in Monrovia abgeliefert. Ihre Jungfernfahrt absolvierte sie am 15. Oktober 1953 auf der Strecke von Glasgow über Dublin nach New York. Auf der folgenden Reise wurde Bremerhaven Startpunkt der Transatlantiküberquerung. Anschließend wurde die Olympia im Liniendienst zwischen Piräus und New York eingesetzt. Im Januar 1954 absolvierte das Schiff eine einzige Fahrt von New York nach Westindien. Ab 1961 bediente die Olympia auch die Häfen in Limassol und Haifa. Außerdem wurde sie nun in den Wintermonaten auch für Kreuzfahrten eingesetzt. 1968 kam das bislang in Liberia registrierte Schiff unter griechische Flagge. Neuer Heimathafen wurde Andros. 1970 wurde die Olympia zum Kreuzfahrtschiff umgebaut. Sie verfügte über acht für Passagiere zugängliche Decks. Am 24. März 1974 beendete das Schiff seine letzte Fahrt für die Greek Line und wurde anschließend in Piräus aufgelegt.

### Caribe
1981 kaufte die Sally Shipping GmbH mit Sitz in Hamburg das seit sieben Jahren aufgelegte Schiff und benannte es in Caribe um. Nach einem weiteren Jahr Aufliegezeit wurde das nun in Deutschland registrierte Schiff im Februar 1982 zur Howaldtswerke-Deutsche Werft in Hamburg geschleppt, wo von März bis Juni 1983 Umbauarbeiten am Schiff stattfanden. Dabei wurde u. a. auch der Dampfturbinenantrieb durch einen Dieselantrieb ersetzt.

### Caribe I
Nach Abschluss der Umbauarbeiten wurde das Schiff im Juni 1983 an die Commodore Cruise Line mit Sitz in Panama verkauft und in Caribe I umbenannt. In den folgenden zehn Jahren war die Caribe I für einwöchige Kreuzfahrten von Miami in die Karibik im Einsatz. Im Mai 1988 wurde der beim Umbau in Hamburg modernisierte Schornstein wieder in eine herkömmlichere Form versetzt, da das neue Design nicht gut zum klassischen Aussehen der Caribe I passte.

### Regal Empress

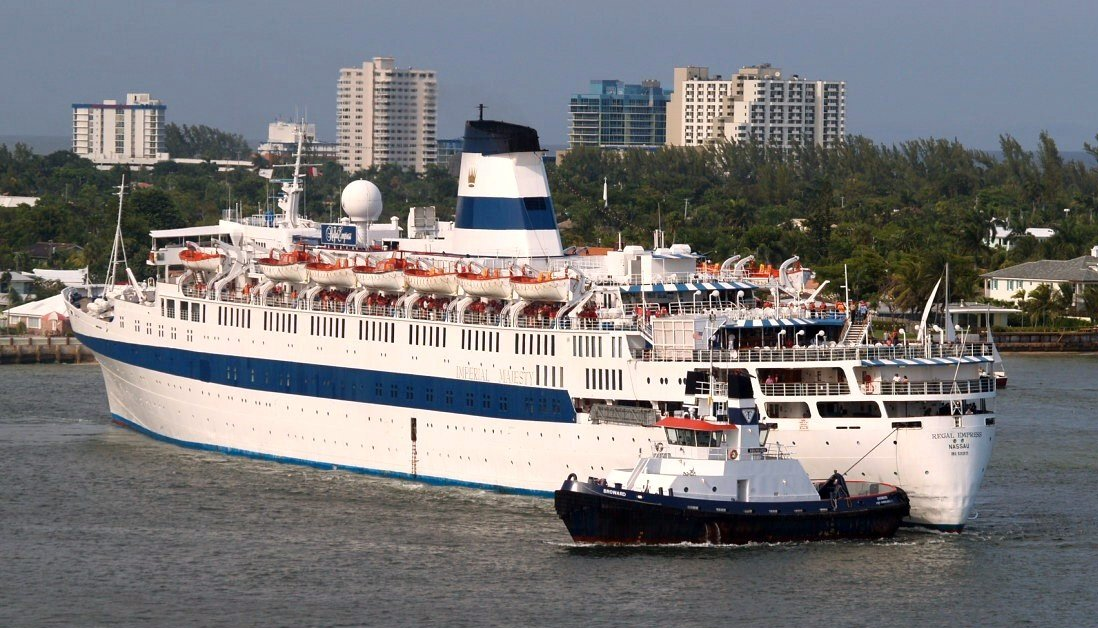
Die Regal Empress im Februar 2009

1993 ging das Schiff nach der zwischenzeitlichen Geschäftsaufgabe von Commodore Cruises an die Regal Cruise Line und wurde nun unter dem Namen Regal Empress eingesetzt. 1997 kam das Schiff zur Modernisierung nach Mobile und erhielt dabei unter anderem neue Balkonkabinen.
Am 18. April 2003 wurde die Regal Empress wegen offener Zahlungsforderungen in Port Manatee arrestiert. Neuer Eigner des Schiffes wurde im Mai 2003 Imperial Majesty Cruise Line, die es ab Juni 2003 für Kreuzfahrten zu den Bahamas einsetzten. Bei Imperial Majesty Cruise Line ersetzte die Regal Empress die etwas kleinere, jedoch zwei Jahre jüngere Ocean Breeze.
Im Oktober 2008 wurde die Regal Empress zwischenzeitlich ausgemustert und nach Galveston gebracht, um dort als Wohnschiff für Opfer des Hurrikans Ike genutzt zu werden. Die Federal Emergency Management Agency (FEMA) lehnte dies jedoch ab, weshalb das Schiff wieder nach Fort Lauderdale zurückkehrte. Am 1. Dezember 2008 wurde die Regal Empress wieder in Dienst gestellt.
Im März 2009 wurde das Schiff  auf der Route von Fort Lauderdale nach Nassau durch die Bahamas Celebration abgelöst. Ihre letzte Kreuzfahrt beendete die Regal Empress am 15. März.

## Abwrackung
Noch im März 2009 wurde das Schiff an eine indische Abwrackwerft verkauft und im April des Jahres unter dem Namen Regal Tmpress nach Indien überführt, wo es am 27. Juli 2009 zum Abwracken in Alang eintraf. Im August 2009 wurde die Regal Tmpress zum Abwracken an Land gezogen. Die Abwrackarbeiten am Schiff begannen im Oktober 2009 und waren bis zum März 2010 abgeschlossen.

## Ausstattung
Die Regal Empress besaß 450 Kabinen mit einer Gesamtkapazität von maximal 1.307 Passagieren.
Zu den öffentlichen Räumen des Schiffes gehörten mehrere Bars und Lounges, ein Nachtclub mit Tanzfläche, eine Bibliothek, ein Casino sowie ein Kino, das zum Bedarf auch zu einer Disco umgebaut werden konnte. Der Speisesaal der Regal Empress hatte eine Kapazität von bis zu 540 Personen. Ein besonderes Merkmal der Inneneinrichtung war die dunkle Holzvertäfelung, die in den meisten Kabinen sowie öffentlichen Räumen zu finden war und noch aus der Zeit des Schiffes als Olympia stammte.

## Im Fernsehen
Die Regal Empress spielte 2007 eine wichtige Rolle in Folge 90 der US-amerikanischen Fernsehserie MythBusters – Die Wissensjäger. Einer der Moderatoren der Sendung (Tory Belleci) versuchte mithilfe eines knapp einhundert Meter langen am Heck des Schiffes befestigten Taus, hinter der Regal Empress Wasserski zu fahren. Der Versuch gelang beim zweiten Anlauf.